# Raz Hershko
Raz Hershko (en hébreu : רז הרשקו), née le 19 juin 1998, est une judokate israélienne.

## Carrière
Raz Hershko est médaillée de bronze par équipes aux Jeux olympiques d'été de 2020 à Tokyo.
Elle remporte ensuite la médaille d'argent dans la catégorie des plus de 78 kg lors des Championnats d'Europe de judo 2022 à Sofia, battue en finale par Romane Dicko. L'année suivante, alors que Raz Hershko est classée numéro 1 mondiale de la catégorie, elle atteint à nouveau la finale des championnats d'Europe de Montpellier et elle y est à nouveau battue par Dicko.
Raz Hershko est médaillée d'argent aux Jeux olympiques d'été de 2024 à Paris dans la catégorie des +78 kg contre la brésilienne Beatriz Souza.

## Palmarès

### Compétitions internationales
| Année | Compétition           | Lieu        | Résultat | Catégorie     |
| ----- | --------------------- | ----------- | -------- | ------------- |
| 2021  | Jeux olympiques       | Tokyo       | 3e       | Par équipes   |
| 2022  | Championnats d'Europe | Sofia       | 2e       | Plus de 78 kg |
| 2022  | Championnats du monde | Tachkent    | 3e       | Par équipes   |
| 2023  | Championnats du monde | Doha        | 3e       | Plus de 78 kg |
| 2023  | Championnats d'Europe | Montpellier | 2e       | Plus de 78 kg |
| 2024  | Championnats d'Europe | Zagreb      | 1re      | Plus de 78 kg |
| 2024  | Jeux olympiques       | Paris       | 2e       | Plus de 78 kg |
| 2025  | Championnats d'Europe | Podgorica   | 2e       | Plus de 78 kg |

### Masters mondial, Tournois Grand Chelem et Grand Prix
| Année | Compétition     | Lieu        | Résultat | Catégorie     |
| ----- | --------------- | ----------- | -------- | ------------- |
| 2019  | Grand Prix      | Montréal    | 2e       | Plus de 78 kg |
| 2021  | Grand Chelem    | Antalya     | 1re      | Plus de 78 kg |
| 2021  | Grand Chelem    | Paris       | 1re      | Plus de 78 kg |
| 2021  | Grand Chelem    | Bakou       | 3e       | Plus de 78 kg |
| 2021  | Grand Chelem    | Abou Dhabi  | 3e       | Plus de 78 kg |
| 2022  | Grand Chelem    | Tel Aviv    | 3e       | Plus de 78 kg |
| 2022  | Grand Chelem    | Antalya     | 2e       | Plus de 78 kg |
| 2022  | Grand Chelem    | Oulan-Bator | 1re      | Plus de 78 kg |
| 2022  | Grand Chelem    | Budapest    | 3e       | Plus de 78 kg |
| 2022  | Grand Prix      | Zagreb      | 1re      | Plus de 78 kg |
| 2022  | Masters mondial | Jérusalem   | 3e       | Plus de 78 kg |
| 2023  | Grand Chelem    | Tel Aviv    | 1re      | Plus de 78 kg |
| 2023  | Grand Chelem    | Tbilisi     | 1re      | Plus de 78 kg |
| 2023  | Grand Chelem    | Oulan-Bator | 2e       | Plus de 78 kg |
| 2023  | Grand Chelem    | Bakou       | 3e       | Plus de 78 kg |
| 2023  | Grand Chelem    | Tokyo       | 3e       | Plus de 78 kg |
| 2024  | Grand Chelem    | Paris       | 3e       | Plus de 78 kg |
| 2025  | Grand Chelem    | Paris       | 3e       | Plus de 78 kg |